# Yao Fen
Yao Fen (chinesisch 姚芬, * 2. Januar 1967) ist eine ehemalige Badmintonspielerin aus der Volksrepublik China.

## Karriere
Yao Fen gewann 1992 bei ihrer einzigen Olympiateilnahme Bronze im Damendoppel mit Lin Yanfen. Siegreich waren beide bei den All England 1992, den Swedish Open und den China Open des gleichen Jahres.

## Sportliche Erfolge
| Saison | Veranstaltung | Disziplin   | Name | Platz                |
| ------ | ------------- | ----------- | ---- | -------------------- |
| 1990   | Asienspiele   | Damendoppel | 3    | Lai Caiqin / Yao Fen |
| 1990   | Japan Open    | Damendoppel | 1    | Yao Fen / Lai Caiqin |
| 1990   | Thailand Open | Damendoppel | 1    | Yao Fen / Lai Caiqin |
| 1992   | China Open    | Damendoppel | 1    | Yao Fen / Lin Yanfen |
| 1992   | Olympia       | Damendoppel | 3    | Yao Fen / Lin Yanfen |
| 1992   | Swedish Open  | Damendoppel | 1    | Yao Fen / Lin Yanfen |
| 1992   | All England   | Damendoppel | 1    | Lin Yanfen / Yao Fen |
| 1993   | French Open   | Damendoppel | 1    | Yao Fen / Lin Yanfen |
| 1993   | All England   | Damendoppel | 2    | Lin Yanfen / Yao Fen |